# 1974 (EP)
1974 är en EP av den svenska sångaren Håkan Hellström, utgiven den 29 april 2016 på skivbolaget Woah Dad!. EP:n efterföljdes av Hellströms åttonde studioalbum, Du gamla du fria, i augusti samma år, där två av låtarna återlanserades.
Inledningsspåret "Din tid kommer" släpptes som singel den 2 april 2016 och nådde femte plats på Sverigetopplistan. Därefter följde "Hon är en Runaway" den 15 april och "Brinner in the Shit" den 22 april. Samtliga låtar tog sig in på Sverigetopplistan men själva EP:n listnoterades dock inte.

## Mottagande
Nils Hansson på Dagens Nyheter skrev att "Titlar som 'Brinner in the shit' och 'Lämna mig inte i det här skicket' signalerar en sedvanligt uppskruvad Håkan-på-väg-att-brista, men han viskar mer än sjunger ut och arrangemangen är så kitschigt 80-talsfärgade att man undrar om det är schlager- och discotryckarna från sina mellanstadieår han försöker återuppliva" men tillade att "Undantaget är den U2-pompösa öppningen 'Din tid kommer', där han verkar mer upptagen av att utforska udda betoningar av ord än att faktiskt förmedla vad texten säger".

## Låtlista
Alla låtar är skrivna och komponerade av Håkan Hellström och Björn Olsson. 
| Nr | Titel                            | Längd |
| -- | -------------------------------- | ----- |
| 1. | Din tid kommer                   | 5:08  |
| 2. | Hon är en Runaway                | 4:49  |
| 3. | Brinner in the Shit              | 4:15  |
| 4. | Lämna mig inte i det här skicket | 3:50  |